# سیدی کونه
سیدی کونه (انگلیسی: Sidy Koné؛ زادهٔ ۶ ژوئن ۱۹۹۲) بازیکن فوتبال اهل مالی است.
از باشگاه‌هایی که در آن بازی کرده است می‌توان به باشگاه فوتبال کان و باشگاه فوتبال المپیک لیون اشاره کرد.
وی همچنین در تیم‌های ملی فوتبال زیر ۲۰ سال مالی و مالی بازی کرده است.